# خفر السواحل الجزائرية
خفر السواحل الجزائرية، هو يتبع القوات البحريه الجزائرية ومسؤول عن حراسة السواحل الجزائرية على البحر الابيض المتوسط،
(بالفرنسية: Garde-Côtes Algériens)‏ هو فرع من فروع القوات البحرية الجزائرية، وخفر السواحل هو القوة البحرية العسكرية المتعددة المهام والفريدة من نوعها من بين فروع الجيش الجزائري ومهمتة الإنقاذ وتنفيذ القانون في المياه المحلية والدولية على حد سواء.

## تاريخ
تأسست سنة 1962 حيث صدر قرار بهيكل تنظيمي جديد والذي بموجبة أنشاء خفر السواحل حيث أصبحت إدارة مستقلة وتم تزويدها بعدد كبير من اللنشات السريعة المزودة بأحدث الأجهزة الحديثة في ذلك الوقت وهي تابعة للقوات البحرية الجزائرية.

## وظائفها
تمتلك الإدارة العامة لخفر السواحل العديد من الصلاحيات أهمها:
- حماية وتوفير الأمن للسواحل والمياه الإقليمية.
- توفير الأمن والحماية لجميع السفن البحرية في الإقليم الجزائري.
- توفير الأمن والحماية للمنشآت والموانئ النفطية داخل المياه الإقليمية.
- حراسة الموانئ التجارية والأرصفة والمنشآت الهامة والمرافق الحيوية من الجهة البحرية.
- منع الدخول الغير مشروع للقطع البحرية والأشخاص إلى البلاد عن طريق البحر.
- القيام بإجراء البحث والتحري عن القطع البحرية والأشخاص المفقودين بالبحر.
- القيام بأعمال الإسعاف والإنقاذ للأرواح والممتلكات البحرية داخل المياه الإقليمية.
- تنفيذ لوائح وقوانين الهيئة العامة للزراعة والثروة السمكية الخاصة بمراقبة مناطق الصيد البحرية والحفاظ على الثروة السمكية.
- مراقبة التلوث البحري في المياه الإقليمية وتنفيذ لوائح وقوانين مجلس حماية البيئة البحرية.

## زوارق الدورية
زورق الدورية عبارة عن سفينة بحرية صغيرة تصمم لغرض القيام بمهمات الحماية الساحلية، تتنوع تصاميم زوارق الدورية من ناحية الحجم والتسليح إلا انها بشكل عام أصغر القطع الحربية في الأسطول البحري وطول زوراق الدورية بالغالب حوالي 30 مترا وتصل سرعة الزورق لحوالي 25 إلى 30 عقدة بالساعة، تستخدم هذه الزوارق من قبل القوات البحرية أو خفر السواحل وأحياناً الشرطة النهرية، ويتم تسليح هذه الزوارق بحسب طبيعة المهام التي توكل إليها سواء بالمدفعية أو الصواريخ أو الطوربيد.
للجزائر 32 زورق دورية، 12 منها من فئة كبير 2 منها صنعا في أوكرانيا و 10 محلية صنعو في الجزائر دخلو الخدمة في 1982 - 1998، و 20 زورق من فئة (أوسيا) فرنسية الصنع مخصصة لخفر السواحل دخلو الخدمة سنة 2010.

## وصلات خارجية
- وزارة الدفاع